# Éthiopie aux Jeux olympiques d'été de 2020
L'Éthiopie participe aux Jeux olympiques d'été de 2020 à Tokyo au Japon du 23 au 8 août 2021. Il s'agit de sa 14e participation à des Jeux d'été.
Le nageur Abdelmalik Muktar est nommé porte-drapeau de la délégation éthiopienne pour la cérémonie d'ouverture.

## Médaillés
| Sport      | Discipline             | Athlète(s)     | Performance    | Date       |
| ---------- | ---------------------- | -------------- | -------------- | ---------- |
| Athlétisme | 10 000 mètres masculin | Selemon Barega | 27 min 43 s 22 | 30 juillet |

| Sport      | Discipline                    | Athlète(s)    | Performance   | Date       |
| ---------- | ----------------------------- | ------------- | ------------- | ---------- |
| Athlétisme | 3 000 mètres steeple masculin | Lamecha Girma | 8 min 10 s 38 | 30 juillet |

| Sport      | Discipline            | Athlète(s)       | Performance    | Date   |
| ---------- | --------------------- | ---------------- | -------------- | ------ |
| Athlétisme | 5 000 mètres féminin  | Gudaf Tsegay     | 14 min 38 s 87 | 2 août |
| Athlétisme | 10 000 mètres féminin | Letesenbet Gidey | 30 min 1 s 72  | 7 août |

| Sport      |   |   |   | Total |
| ---------- | - | - | - | ----- |
| Athlétisme | 1 | 1 | 2 | 4     |
| Total      | 1 | 1 | 2 | 4     |

| Jour       |   |   |   | Total |
| ---------- | - | - | - | ----- |
| 30 juillet | 1 | 1 | 0 | 2     |
| 2 août     | 0 | 0 | 1 | 1     |
| 7 août     | 0 | 0 | 1 | 1     |
| Total      | 1 | 1 | 2 | 4     |

| Sexe   |   |   |   | Total |
| ------ | - | - | - | ----- |
| Hommes | 1 | 1 | 0 | 2     |
| Femmes | 0 | 0 | 2 | 2     |
| Total  | 1 | 1 | 2 | 4     |

## Athlètes engagés
| Sport      | Hommes | Femmes | Total |
| ---------- | ------ | ------ | ----- |
| Athlétisme | 15     | 19     | 34    |
| Cyclisme   | 0      | 1      | 1     |
| Natation   | 1      | 0      | 1     |
| Taekwondo  | 1      | 0      | 1     |
| Total      | 17     | 20     | 37    |

## Résultats

### Athlétisme
| Athlète              | Épreuve         | Séries         | Séries      | Demi-finales  | Demi-finales | Finale         | Finale                             |
| Athlète              | Épreuve         | Temps          | Rang        | Temps         | Rang         | Temps          | Rang                               |
| -------------------- | --------------- | -------------- | ----------- | ------------- | ------------ | -------------- | ---------------------------------- |
| Melese Nberet        | 800 m           | 1 min 47 s 80  | 7e          | Éliminé       | Éliminé      | Éliminé        | Éliminé                            |
| Samuel Abate         | 1 500 m         | 3 min 41 s 63  | 5e          | 3 min 37 s 66 | 11e          | Éliminé        | Éliminé                            |
| Teddese Lemi         | 1 500 m         | 3 min 26 s 26  | 2e          | 3 min 34 s 81 | 7e           | Éliminé        | Éliminé                            |
| Samuel Tefera        | 1 500 m         | 3 min 37 s 98  | 9e          | Éliminé       | Éliminé      | Éliminé        | Éliminé                            |
| Nibret Melak         | 5 000 m         | 13 min 45 s 81 | 14e         | Non disputé   | Non disputé  | Éliminé        | Éliminé                            |
| Milkesa Mengesha     | 5 000 m         | 13 min 31 s 13 | 6e          | Non disputé   | Non disputé  | 13 min 8 s 50  | 10e                                |
| Getnet Wale          | 5 000 m         | 13 min 41 s 13 | 9e          | Non disputé   | Non disputé  | Éliminé        | Éliminé                            |
| Berihu Aregawi       | 10 000 m        | Non disputé    | Non disputé | Non disputé   | Non disputé  | 27 min 46 s 16 | 4e                                 |
| Selemon Barega       | 10 000 m        | Non disputé    | Non disputé | Non disputé   | Non disputé  | 27 min 43 s 22 | Médaille d'or, Jeux olympiques     |
| Yomif Kejelcha       | 10 000 m        | Non disputé    | Non disputé | Non disputé   | Non disputé  | 27 min 52 s 3  | 8e                                 |
| Lamecha Girma        | 3 000 m steeple | 8 min 9 s 83   | 1er         | Non disputé   | Non disputé  | 8 min 10 s 38  | Médaille d'argent, Jeux olympiques |
| Bikila Tadese Takele | 3 000 m steeple | 8 min 24 s 69  | 9e          | Non disputé   | Non disputé  | Éliminé        | Éliminé                            |
| Getnet Wale          | 3 000 m steeple | 8 min 12 s 55  | 2e          | Non disputé   | Non disputé  | 8 min 14 s 97  | 4e                                 |
| Lelisa Desisa        | Marathon        | Non disputé    | Non disputé | Non disputé   | Non disputé  | Abandon        | Abandon                            |
| Shura Kitata         | Marathon        | Non disputé    | Non disputé | Non disputé   | Non disputé  | Abandon        | Abandon                            |
| Sisay Lemma          | Marathon        | Non disputé    | Non disputé | Non disputé   | Non disputé  | Abandon        | Abandon                            |

| Athlète            | Épreuve              | Séries         | Séries      | Demi-finales  | Demi-finales | Finale          | Finale                              |
| Athlète            | Épreuve              | Temps          | Rang        | Temps         | Rang         | Temps           | Rang                                |
| ------------------ | -------------------- | -------------- | ----------- | ------------- | ------------ | --------------- | ----------------------------------- |
| Habitam Alemu      | 800 m                | 2 min 1 s 20   | 2e          | 1 min 58 s 40 | 2e           | 1 min 57 s 56   | 6e                                  |
| Netsanet Desta     | 800 m                | 2 min 1 s 98   | 4e          | Éliminée      | Éliminée     | Éliminée        | Éliminée                            |
| Freweyni Hailu     | 1 500 m              | 4 min 4 s 12   | 4e          | 3 min 57 s 54 | 2e           | 3 min 57 s 60   | 4e                                  |
| Lemlem Hailu       | 1 500 m              | 4 min 5 s 49   | 5e          | 4 min 3 s 76  | 9e           | Éliminée        | Éliminée                            |
| Diribe Welteji     | 1 500 m              | 4 min 10 s 25  | 12e         | Éliminée      | Éliminée     | Éliminée        | Éliminée                            |
| Ejgayehu Taye      | 5 000 m              | 14 min 48 s 52 | 4e          | Non disputé   | Non disputé  | 14 min 41 s 24  | 5e                                  |
| Senbere Teferi     | 5 000 m              | 14 min 48 s 31 | 3e          | Non disputé   | Non disputé  | 14 min 45 s 11  | 6e                                  |
| Gudaf Tsegay       | 5 000 m              | 14 min 55 s 74 | 1re         | Non disputé   | Non disputé  | 14 min 38 s 87  | Médaille de bronze, Jeux olympiques |
| Tsigie Gebreselama | 10 000 m             | Non disputé    | Non disputé | Non disputé   | Non disputé  | Abandon         | Abandon                             |
| Tsehay Gemechu     | 10 000 m             | Non disputé    | Non disputé | Non disputé   | Non disputé  | Disqualifiée    | Disqualifiée                        |
| Letesenbet Gidey   | 10 000 m             | Non disputé    | Non disputé | Non disputé   | Non disputé  | 30 min 1 s 72   | Médaille de bronze, Jeux olympiques |
| Mekides Abebe      | 3 000 m steeple      | 9 min 23 s 95  | 3e          | Non disputé   | Non disputé  | 9 min 6 s 16    | 4e                                  |
| Lomi Muleta        | 3 000 m steeple      | 9 min 45 s 81  | 10e         | Non disputé   | Non disputé  | Éliminée        | Éliminée                            |
| Zerfe Wondemagegn  | 3 000 m steeple      | 9 min 20 s 1   | 4e          | Non disputé   | Non disputé  | 9 min 16 s 41   | 8e                                  |
| Roza Dereje        | Marathon             | Non disputé    | Non disputé | Non disputé   | Non disputé  | 2 h 28 min 38 s | 4e                                  |
| Birhane Dibaba     | Marathon             | Non disputé    | Non disputé | Non disputé   | Non disputé  | Abandon         | Abandon                             |
| Zeineba Yimer      | Marathon             | Non disputé    | Non disputé | Non disputé   | Non disputé  | Abandon         | Abandon                             |
| Yehualye Beletew   | 20 kilomètres marche | Non disputé    | Non disputé | Non disputé   | Non disputé  | Abandon         | Abandon                             |

### Cyclisme sur route
| Athlète              | Compétition     | Temps   | Rang    |
| -------------------- | --------------- | ------- | ------- |
| Selam Ahama Gerefiel | Course en ligne | Abandon | Abandon |

### Natation
| Athlète           | Épreuve         | Séries  | Séries | Demi-finales | Demi-finales | Finale  | Finale  |
| Athlète           | Épreuve         | Temps   | Rang   | Temps        | Rang         | Temps   | Rang    |
| ----------------- | --------------- | ------- | ------ | ------------ | ------------ | ------- | ------- |
| Abdelmalik Muktar | 50 m nage libre | 26 s 65 | 62e    | Éliminé      | Éliminé      | Éliminé | Éliminé |

### Taekwondo
| Athlète       | Compétition    | Huitièmes de finale  | Quarts de finale      | Demi-finales        | Repêchage              | Finale / MB         | Finale / MB |
| Athlète       | Compétition    | Adversaire Résultat  | Adversaire Résultat   | Adversaire Résultat | Adversaire Résultat    | Adversaire Résultat | Rang        |
| ------------- | -------------- | -------------------- | --------------------- | ------------------- | ---------------------- | ------------------- | ----------- |
| Solomon Demse | Moins de 58 kg | Suzuki Victoire 22-2 | Jendoubi Défaite 9-32 | Non qualifié        | Artamonov Défaite 5-27 | Éliminé             | 7e          |